# Gopher Goofy
Pour plus de détails, voir Fiche technique et Distribution.
Gopher Goofy est un court métrage d'animation de la série américaine Looney Tunes réalisé par Norman McCabe, produit par Leon Schlesinger Studios et sorti en 1942.